# Műbőr

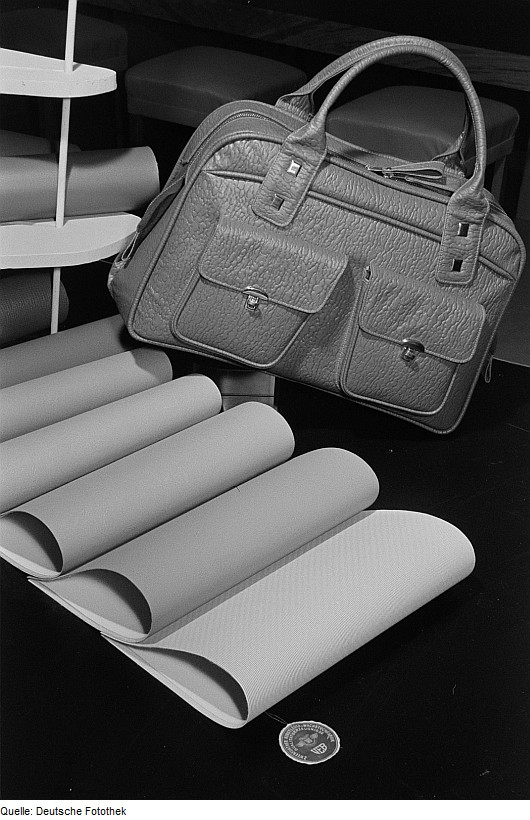

A műbőr a valódi (természetes) bőr helyettesítésére szolgáló, ahhoz hasonló kinézetű, iparilag előállított termék, amely részben vagy teljesen műanyagból készül. Kétféle változata ismert: a hordozós és a hordozó nélküli műbőr. A hordozós műbőrnél textil-, papír- vagy egyéb anyagból készült alapra műanyag réteget visznek fel, a hordozó nélküli (fólia-) műbőr esetében nem valamilyen alapra kenik a műanyagréteget, hanem önállóan képeznek bőrhöz hasonló kinézetű hajlékony műanyaglapot.

## Története

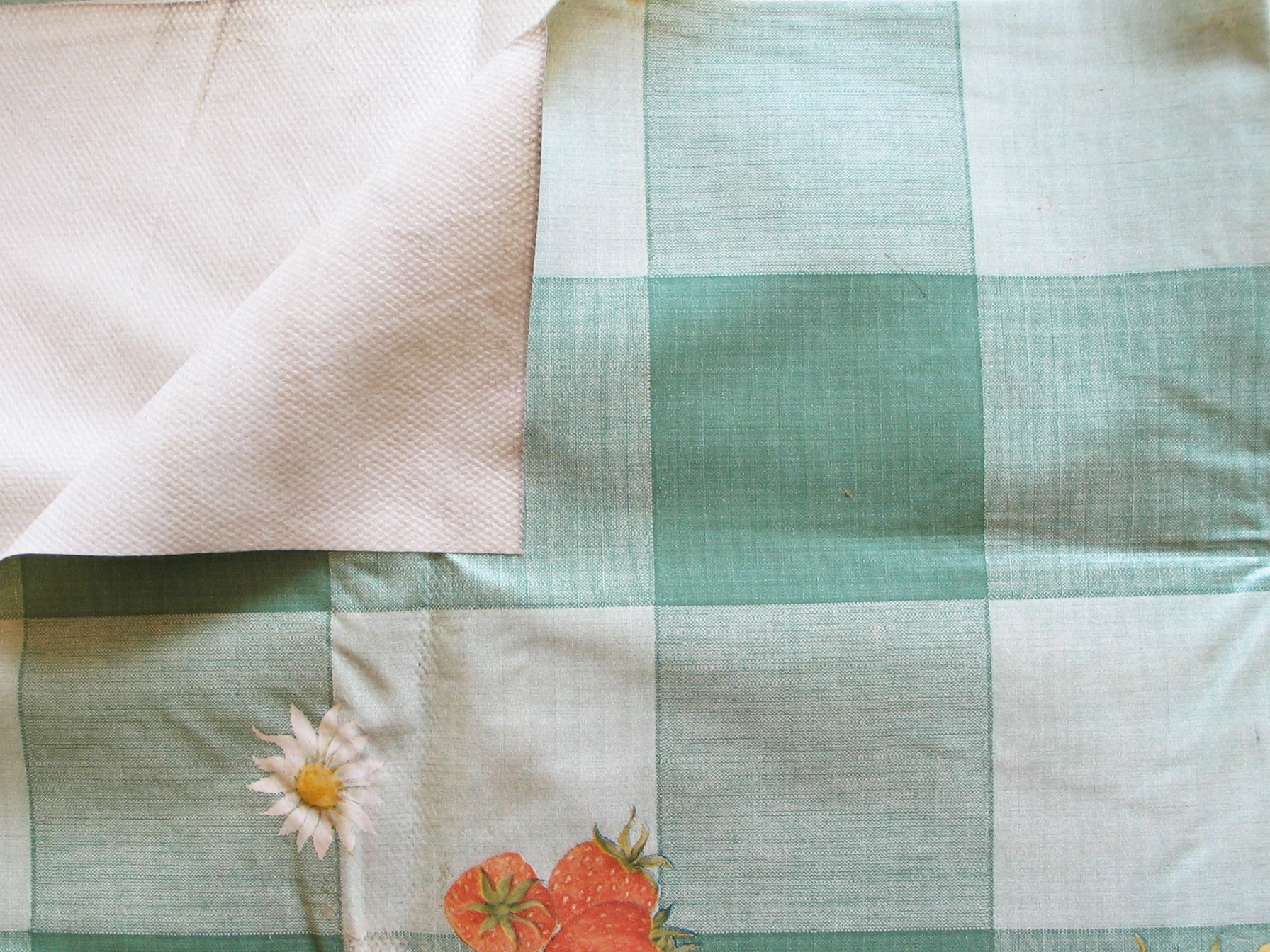
Viaszosvászon terítő

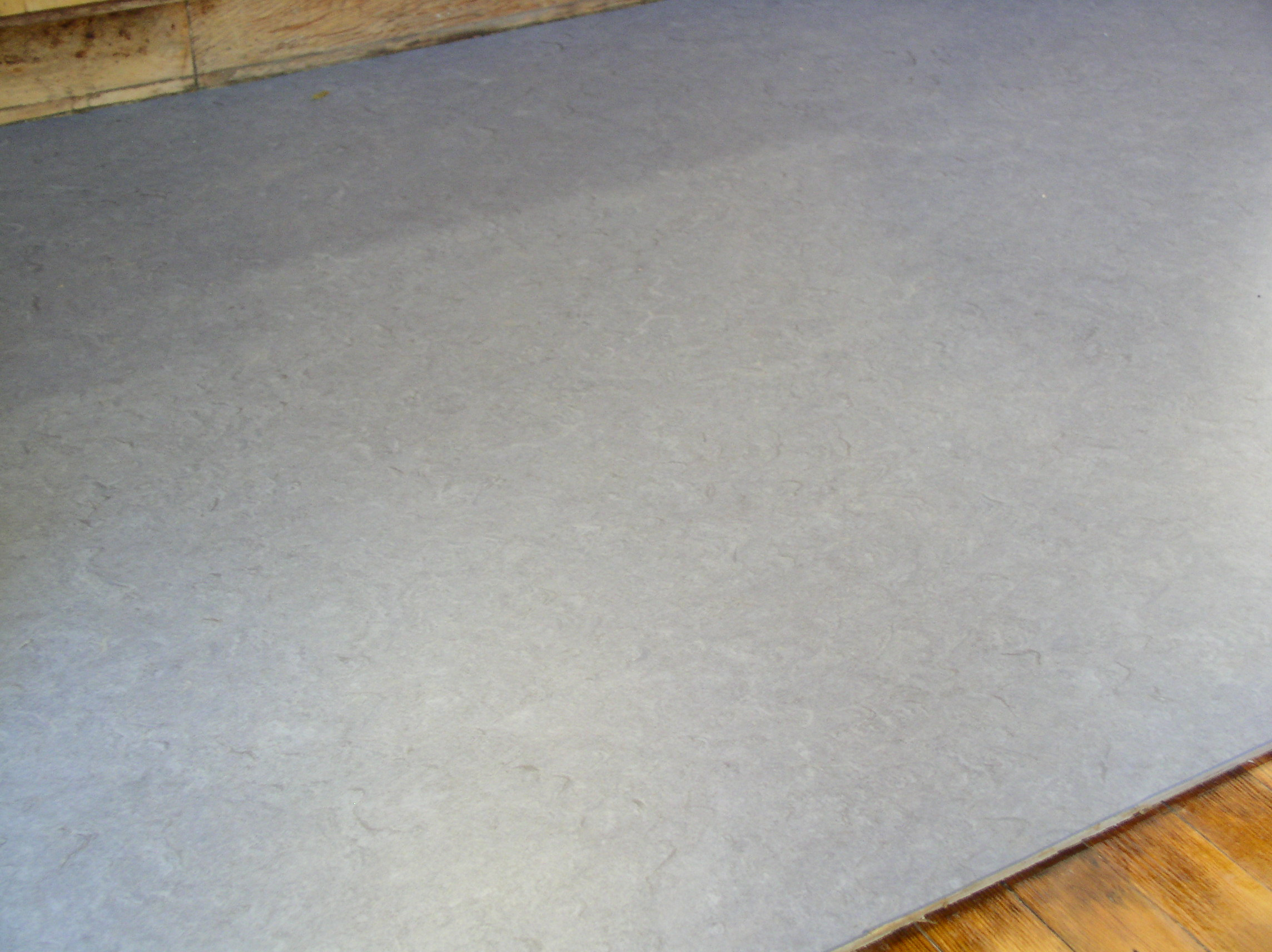
Linóleum padlóburkolat

A műbőr egyik elődjének a 19. század óta ismert lakk hatású, lenolajjal kent szövet, a viaszosvászon  tekinthető, amit 1830-ban kezdtek gyártani. Később – már a 20. században – a nitro-cellulózzal bevont szövetek váltották fel a lenolaj kenést és megkezdték különböző színű és mintázatú változatok gyártását, főleg pamutszövet alapra. Ezeket a termékeket vízhatlanságuk, könnyű tisztíthatóságuk és hajlékonyságuk miatt elsősorban konyhai terítők céljára használták és használják ma is.
A műbőr másik elődje az 1863-ban feltalált linóleum. Ez eredetileg parafaőrleménnyel dúsított lenolaj és fenyőgyanta keverékével átitatott szövet volt, amely kiszáradva kemény felületű, de hajlítható lemezzé vált. Kiváló padlóburkoló anyagként vált ismertté.
A ma használatos műbőr története a poli(vinil-klorid) (PVC) mint kenőanyag alkalmazásba vételével kezdődött. A PVC-t 1838-ban találta fel Henri Victor Regnault, nagyüzemi gyártásának kidolgozása Fritz Klatte nevéhez fűződik (1912), a műbőrgyártáshoz felhasználható lágy PVC előállítása pedig a BASF vegyi gyár fejlesztőinek köszönhető (1934).

## Hordozós műbőr

### Hordozóanyagok
A hordozós műbőr alapja valamilyen szövet, kötött kelme, nemszőtt kelme, nemez vagy papír. Feladata a műbőr szilárdságának, mérettartásának biztosítása.
A leggyakrabban alkalmazott hordozóanyag a szövet, amelynek 70–500 g/m² területi sűrűségű változatait a legkülönbözőbb célokra használhatják: a könnyebbek pl. könyvkötő műbőrök, a nehezebbek cipők, bőrdíszműáruk, ülésműbőrök gyártására alkalmasak. A kötött kelme a szövettel szemben kisebb szakítószilárdságú, de hajlékonyabb, jobban alakítható. A kártolt bunda alapú nemszőtt kelme közelíti meg legjobban a természetes bőr szerkezetét, az ezzel készült műbőr tulajdonságai hasonlítanak legjobban a természetes bőréhez. Nagy előnye, hogy a leendő műbőr alkalmazási területének igényei szerint különböző vastagságban és keménységben gyártható. A textil alapú hordozók többnyire pamutból, poliészterből készülnek, de más nyersanyagok is előfordulnak speciális tulajdonságú műbőrök készítéses esetén. A papír alapú műbőr gyártásához szívóképes vagy nem szívóképes papírt használnak. A szívóképes papírt műanyag oldattal vagy emulzióval telítik, a nem szívóképes papírra műanyag masszából alkotott filmréteget visznek fel.

### Filmképző anyagok
Az alapra elvitt bevonat leggyakrabban PVC, klórozott PVC, vagy PVC-viniléter kopolimer. A PVC társításával a cél mindig az, hogy a bevonat kellőképpen lágy, hőstabil és szilárd bevonatot alkosson. Az eredetileg kemény PVC-t lágyítóval teszik a műbőrgyártásra alkalmassá. Erre többnyire ftalátot használnak, de mivel ez az egészségre ártalmas lehet, egyre jobban terjednek a más eljárással készült, ftalátmentes műbőrök.
A PVC mellett egyre nagyobb szerepet tölt be a poliuretán (PUR), amely igen nagy kopásállóságú, jól tisztítható, nagyon hajlékony, a környezetnek jól ellenálló bevonatot képez. A poliuretán bevonat nagy szerepet kap a kárpitosipari, egészségügyi és cipőipari alkalmazásokban, mert az ilyen műbőr vízzáróvá, de ugyanakkor légáteresztővé tehető („lélegző műbőr”). Hátránya, hogy drágább a PVC bevonatnál. Ha a filmképző anyag PVC és PUR keveréke, ez puha, bőrszerű fogású műbőrt eredményez, de egyben tartós és vízzáró is.
A filmképző műanyagba bőrhulladékot is lehet keverni, így készül az ún. „bonded” vagy „újrahasznosított” műbőr. Ez természetes hatású bevonóanyagot eredményez. Hátránya, hogy kevésbé tartós, mint a tisztán műanyag bevonat. Főleg bútorok és könyvkötő műbőrök készítésére használják.
A kenőanyag a filmképző polimer és az oldószer mellett különböző adalékanyagokat (töltőanyag, lágyító, stabilizátor, pigment, habosító, esetleg a lángállóságot, olaj- és vegyszerállóságot biztosító, az ibolyántúli sugárzás károsító hatása ellen védő anyag stb.) is tartalmaz.

### A filmképző anyag felvitele a hordozóanyagra[1][2][3][6][7]
A szerves oldószerben duzzasztott vagy oldott, lágyítóanyagban péppé gyúrt vagy vizes diszperzióban levő, pigmentekkel színezett műanyagot kenési eljárással, több rétegben viszik fel a hordozóanyagra. Az ún. direkt kenési eljárásnál a legalsó az alapozó réteg, ez találkozik a hordozóanyaggal. Színtelen, nagy lágyítóanyag tartalmú műanyag, amelynek feladata erős kötés biztosítása a hordozóanyag és a következő réteg között. Erre kerül a színes réteg, amely a színt adó pigmentet tartalmazza. A legfelső, a fedőréteg ellenálló bevonatot képez a műbőr felületén, védi külső behatásokkal szemben, jó dörzs- és kopásállóságot biztosít. Ha fényes felületet kívánnak elérni, pigmentmentes műanyagmasszát és magasabb forráspontú oldószert, esetleg műgyanta-hozzátétet alkalmaznak. Ha ezzel szemben kifejezetten matt filmfelület előállítása a cél, ezt a fedőrétegbe adagolt, viszonylag nagyobb mennyiségű pigmenttel érik el, ami azonban rontja a termék dörzsállóságát. Jobb ehelyett fénytompító (mattírozó) anyagot keverni a film anyagába. Ha a fedőrétegbe viaszt adagolnak, sima, hajlékony, bőrszerű fogású műbőr az eredmény.
A felkent filmrétegből az oldószer ill. – emulziók esetén – a diszpergáló közeg elpárologtatása (180 °C körüli hőmérsékleten történő szárítás) után szilárd, szívós hártya képződik, amelyben már ekkor megvannak ill. megfelelő kezeléssel kialakíthatók a műbőrtől megkívánt tulajdonságok. Az emulziók előnye, hogy szárazanyag-tartalmuk sokkal nagyobb, mint az oldószeres pépeké, ezért a szükséges rétegvastagság kevesebb réteg felvitelével érhető el. Ha a készárura vonatkozó sokoldalú minőségi követelmény egyetlen filmképzővel nem elégíthető ki, akkor vagy keverik a különböző filmképzőket, vagy rétegenként váltogatva kenik fel azokat.
Az indirekt kenési eljárásnál a filmképző masszát először dombornyomásos papírra kenik fel több rétegben, mégpedig a direkt kenéshez képest fordított sorrendben: először a fedő-, azután a fő-, majd az alapozó réteget. A műbőr hordozóanyagát ezután a műanyag rétegre fektetik és így együtt vezetik be a szárítókamrába, ahol a műanyagréteg megszilárdul és hozzátapad a hordozóanyaghoz. Lehűtés után leválasztják a papírt, amelynek mintázata megmarad a film felületén.
A koagulációs eljárást mikroporózus szerkezetet eredményez, ami víz- és páraáteresztő tulajdonságot biztosít. A koagulálás ugyanis kolloid oldat részecskéinek kicsapódását, megalvadását jelenti. A kolloid oldatban mikroszkopikus méretű szemcsék vannak oldva, egyenletes eloszlásban és ezek kicsapódásával apró üregek maradnak vissza.
Vékony bevonat készítésére a kenési eljárás helyett a kalanderezést is használják. A lágyítóba kevert PVC-, festék- és töltőanyagpor a kalander hengerei között pépszerűvé válik és megtapad a tapadásjavító előkezelést kapott hordozóanyagon.
Készítenek habosított műbőrt is, amelynél a középréteg habosító anyagot tartalmaz. A hab a kenést követő szárításnál alakul ki, mert anyagából nitrogén szabadul fel és ez zárványokat alkot.
Különleges követelmények (pl. nagyobb szilárdság, fokozott vízszigetelés, jobb hő- vagy hangszigetelés) kielégítésére kettőzött (dublírozott) műbőrt is készítenek. Ennél a műbőrt egy lágy közbenső réteggel a hordozóanyag oldalán egy másik alátétanyaghoz ragasztják (kasírozzák). Ugyanezt az eljárást alkalmazzák, ha a műbőr hátoldalát el akarják fedni. A kötőréteg általában ugyanaz az anyag, mint amiből a fedőréteg is készült.
A filmréteget gyakran a bőr felületét utánzó préselt vagy színnyomott mintázattal is ellátják. Mivel a filmréteget általában hőre lágyuló műanyag alkotja, felületébe magasabb hőmérsékleten bőrszerűen barkázott mintázat préselhető, ami tartósan megmarad. Erre olyan kalandert használnak, amelynek a műbőr fedőrétegével érintkező, fűtött hengerébe belevésik a kívánt mintázatot.
A velúrbőrhöz hasonló műbőrt kétféle módon is elő lehet állítani. A szálszórásos eljárásnál (idegen szóval: flokkolás) a hordozóanyagra kent filmrétegre ragasztóanyagot rétegeznek, majd elektrosztatikus térben apró, 0,2–0,5 mm hosszú műanyagszálakat szórnak rá. Ezek a szálak az elektrosztatikus térben mind olyan irányt vesznek fel, amely merőleges a műbőr felületére, és így beleállnak a ragasztóanyagba, ahol az ezt követő szárításnál meg is kötődnek és „szőrös” felületet képeznek. A sószórásos eljárásnál előzetesen létrehozzák a teljesen sima filmréteget, majd ezt a hőmérséklet emelésével meglágyítják és finomra őrölt, vízben jól oldódó nátrium-szulfát vagy kálium-klorid sószemcséket szórnak rá. A sószemcsék kissé benyomódnak a lágy filmfelületbe, majd lehűlés után kioldják őket, miáltal a helyükön apró bemélyedések maradnak a filmben. Ez is velúrszerű hatást kelt.

## Hordozó nélküli műbőrök
A hordozó nélküli, más néven fóliaműbőrök voltaképpen műanyag lapok, amelyeket úgy készítenek, hogy a műanyagot megfelelő lágyítókkal, töltő- és színezőanyagokkal keverik össze és hengerek között 160–180 °C hőmérsékleten homogén anyaggá gyúrják. Az ily módon előállított pépet hengerléssel, sajtolással vagy extrudálással a kívánt vastagságú lapokká alakítják.

## A műbőrök főbb tulajdonságai[1][2]
A műbőrök szilárdságát és nyúlását elsősorban a hordozóanyag határozza meg. A legerősebbek a szövet hordozójú műbőrök és ezeknek a legkisebb a nyúlása is. A hordozó nélküli műbőrök szakítószilárdsága természetesen kisebb, mint az azonos vastagságú hordozós műbőröké. Ezek nyújthatóságát a gyártási eljárás és az anyag tulajdonságai határozzák meg, amit a technológia kialakításával lehet a célnak megfelelően beállítani.
A tömör filmréteg miatt a műbőrök általában nem légáteresztők és a vizet sem engedik át. A légáteresztő képesség hiánya bizonyos esetekben (pl. ruházati cikkeknél, cipőfelsőrészeknél) előnytelen, ezért kifejlesztettek olyan poliuretán alapú kenőanyagot, amely ebből a szempontból kedvezőbb.
A műbőrök hőállóságát annak az anyagnak az ilyen irányú tulajdonságai határozzák meg, amelyből a film készül. Általában nem bírják a nagy hőmérsékletingadozásokat és nagy hidegben törékennyé válnak.

## Alkalmazási területek

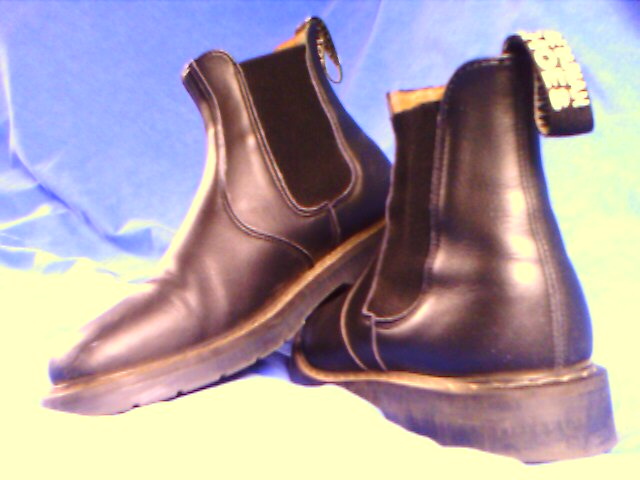
Műbőr cipőfelsőrész

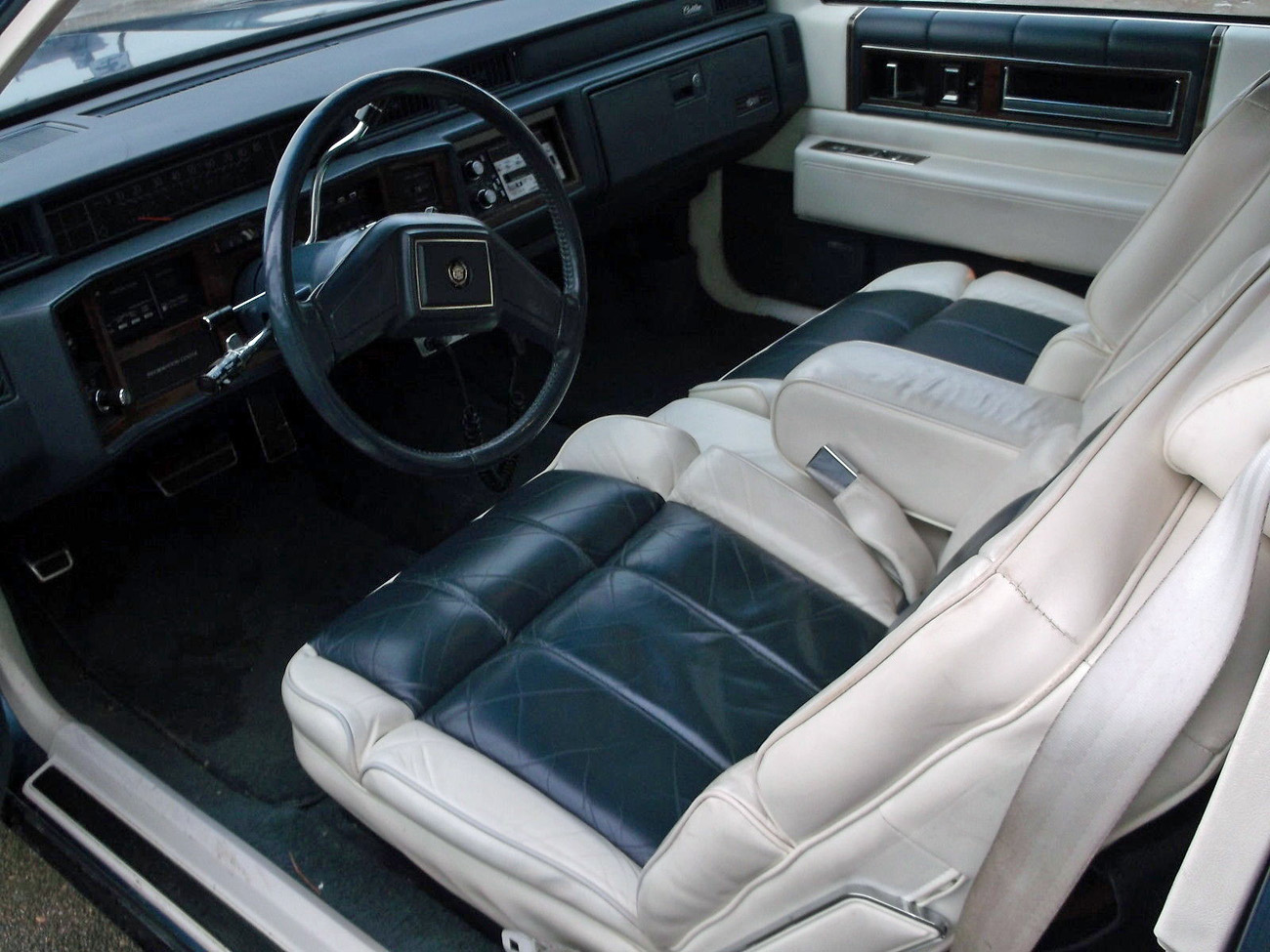
Műbőr autóüléshuzat

A műbőröknek sokféle alkalmazási területe ismert: felhasználják felsőruházati cikkek, cipők gyártására, ülőbútorok kárpitozására, gépkocsik üléseinek, belső kárpitozásának készítésére, zsákok, övek készítésére stb. Mikrobaellenes kikészítéssel kórházi függönyök, kötények készülnek műbőrből. Használatosak a könyvkötészetben is. Még futball-labda gyártására is használnak műbőrt.

## A műbőr konfekcionálása
A műbőrök varrhatók, ragaszthatók és nagyfrekvenciás hegesztési eljárással hegeszthetők. Gépi varrásnál célszerű ún. bőrvarró tűt használni, aminek a hegye nem hegyes, hanem éles. Az ajánlott tűvastagság: Nm 70. A varrógép kelmeleszorító talpa lehetőleg a műbőr hátoldalával érintkezzék, ne a használat szerinti külső oldallal, hogy ne hagyhasson nyomot a sima filmfelületen. A varráshoz legcélszerűbb poliésztercérnát használni. Az optimális öltéshossz 3–4 mm, a varrat a széltől számítva 1,5–2 cm-re legyen.

## A műbőr ápolása
A műbőrök ápolása egyszerű, mert meleg, szappanos vízzel könnyen lemoshatók. Vannak olyan műbőrtermékek, amelyek akár gépben is moshatók, erre a kezelési jelképek utalhatnak. A műbőr színének felfrissítésére speciális krémek is kaphatók. Előfordulhat, hogy a sötét színű műbőr esetleg nem kifogástalanul színtartó, ez esetben megfoghatja a vele érintkező más anyagot.